# Petrus Älf
Petrus Älf, född 14 maj 1710 i Kvillinge församling, Östergötlands län, död 23 januari 1788 i Kvillinge församling, Östergötlands län, var en svensk präst.

## Biografi
Petrus Älf föddes 1710 i Kvillinge församling. Han var son till kyrkoherden Samuel Älf och Brita Wallenström. Älf studerade i Linköping och blev 1731 student vid Lunds universitet. Han avlade 25 juni 1741 magisterexamen och prästvigdes 8 september samma år. Älf blev fabrikspredikant och spinnhispredikant i Norrköping 1743. Den 13 februari 1760 blev han kyrkoherde i Kvillinge församling, tillträdde samma år och blev 13 mars 1770 prost. Älf avled 1788 i Kvillinge församling.

### Familj
Älf gifte sig 1744 med Maria Margareta Widman (1727–1797). Hon var dotter till köpmannen Anders Widman och Elisabeth Graaf i Norrköping. De fick tillsammans barnen utnämnda kyrkoherden Samuel Älf i Kvillinge församling, Brita Elisabet Älf (1746–1773), Gustava Johanna Älf (1750–1754) och överjägmästaren Anders Adolph Älf (1755–1836) i Östergötlands län.